# LP (pjevačica)
Laura Pergolizzi, poznatija kao LP (New York, 18. ožujka 1981.) - američka rock/pop pjevačica i autorica pjesama, talijanskoga porijekla. Preselila se u Los Angeles 2009. godine. Objavila je četiri albuma i jedan EP. Kao autorica pjesama, surađivala je s izvođačima kao što su: Cher, Backstreet Boys, Rihanna i Christina Aguilera.
Rođena je 1981. na Long Islandu u New Yorku. Školovala se na Institutu Walt Whitman 1996. godine. Nakon toga živjela je u Huntington Stationu, odakle se ponovno preselila na Long Island u New Yorku i tijekom toga vremena usvojila ime "LP". 
David Lowery, član grupe Cracker prepoznao je njen talent i producirao njen debitantski album Heart-Shaped Scar, objavljen 2001. godine u diskografskoj kući Koch Records. Među najpoznatijim njenim pjesmama su: Into the Wild iz 2011., koja joj je pomogla da se probije na sceni, Lost on You iz 2015., koja je bila veliki hit i dosegla broj 1. u većem broju europskih država te postigla veliku tiražu te N'oublie pas iz 2018., duet s francuskom pjevačicom Mylène Farmer, koji je dosegao broj 1. na ljestvici pjesama u Francuskoj.
Nastupila je u Šibeniku, na Tvrđavi sv. Mihovila 25. srpnja 2018. godine.